# Brügglen
Brügglen ist ein Dorf in der Gemeinde Buchegg im Schweizer Kanton Solothurn.
Bis am 31. Dezember 2013 war es eine eigene Einwohnergemeinde. Am 1. Januar 2014 fusionierte Brügglen mit den damaligen Gemeinden Aetigkofen, Aetingen, Bibern, Gossliwil, Hessigkofen, Küttigkofen, Kyburg-Buchegg, Mühledorf und Tscheppach zur neuen Gemeinde Buchegg.

## Geographie

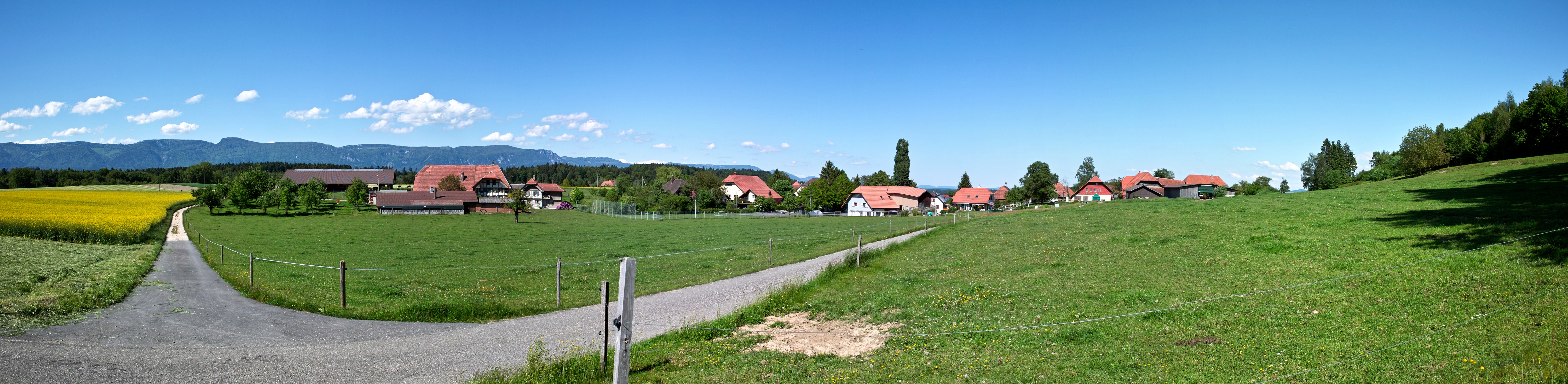
Panorama-Ansicht von Brügglen, 2014

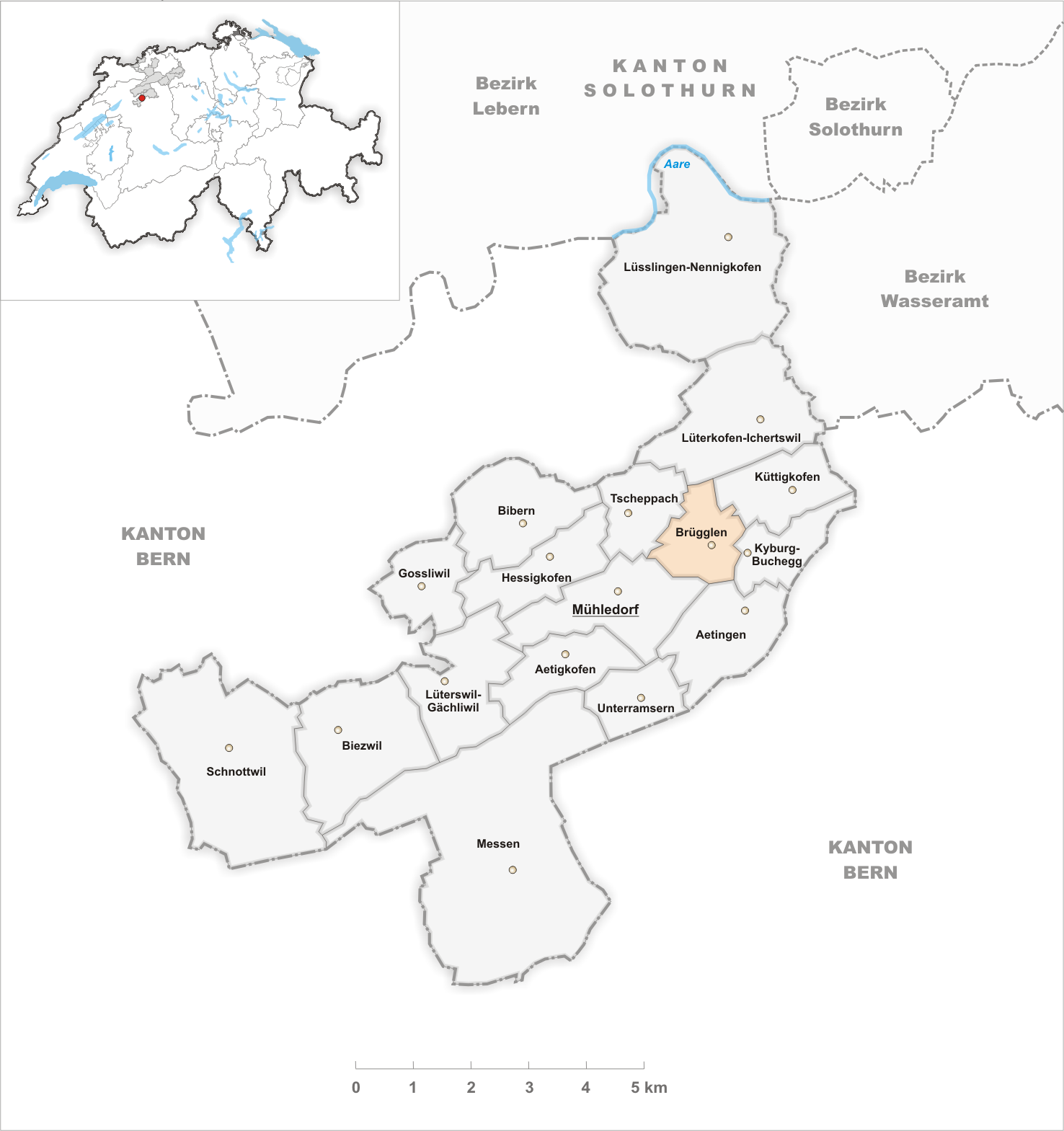
Gemeindestand vor der Fusion am 1. Januar 2014

Brügglen liegt auf 547 m ü. M., 8 km südsüdwestlich des Kantonshauptortes Solothurn (Luftlinie). Das Haufendorf erstreckt sich auf einem Plateau des östlichen Bucheggbergs, südlich des Mühletals, im Solothurner Mittelland.
Die Fläche des 1,7 km² grossen Gemeindegebiets umfasst einen Abschnitt der Molassehöhen des Bucheggberges. Den zentralen Teil des Gebietes bildet das Hochplateau von Brügglen, das sich gegen Nordosten zu einem Seitentälchen des Mühletals absenkt. Südlich an das Plateau schliesst die Waldhöhe Ämit an, auf der mit 620 m ü. M. der höchste Punkt von Brügglen erreicht wird. Nach Norden erstreckt sich der Gemeindeboden über den mittleren Abschnitt des Mühletals auf den Waldrücken des Änerholzes (bis 555 m ü. M.), welcher das Mühletal vom Biberntal trennt. Von der Gemeindefläche entfielen 1997 5 % auf Siedlungen, 40 % auf Wald und Gehölze und 55 % auf Landwirtschaft.
Zu Brügglen gehören der Weiler Blumenrüti (542 m ü. M.) auf dem Plateau östlich des Dorfes sowie mehrere Einzelhöfe.

## Bevölkerung
Mit 200 Einwohnern (Stand 31. Dezember 2013) gehörte Brügglen zu den kleinen Gemeinden des Kantons Solothurn. Von den Bewohnern sind 98,9 % deutschsprachig, 0,5 % italienischsprachig und 0,5 % sprechen Türkisch (Stand 2000). Die Bevölkerungszahl von Brügglen belief sich 1850 auf 181 Einwohner, 1900 auf 188 Einwohner. Im Verlauf des 20. Jahrhunderts wurde insgesamt eine leichte Bevölkerungsabnahme registriert. Seit 1980 (139 Einwohner) wurde wieder eine deutliche Bevölkerungszunahme verzeichnet.

## Wirtschaft
Brügglen war bis in die zweite Hälfte des 20. Jahrhunderts ein vorwiegend durch die Landwirtschaft geprägtes Dorf. Die Wasserkraft des Mühlebachs wurde früher für den Betrieb einer Mühle genutzt, die jedoch nach einem Brand 1909 nicht mehr aufgebaut wurde. Noch heute haben der Ackerbau und der Obstbau sowie die Viehzucht einen wichtigen Stellenwert in der Erwerbsstruktur der Bevölkerung. Einige weitere Arbeitsplätze sind im lokalen Kleingewerbe und im Dienstleistungssektor vorhanden, unter anderem in einem Elektrofachgeschäft. In den letzten Jahrzehnten hat sich das Dorf auch zu einer Wohngemeinde entwickelt. Viele Erwerbstätige sind deshalb Wegpendler, die hauptsächlich in den Regionen Solothurn und Bern arbeiten.

## Verkehr
Die Gemeinde liegt abseits der grösseren Durchgangsstrassen an einer Verbindungsstrasse von Bätterkinden nach Mühledorf. Durch einen Postautokurs, welcher die Strecke vom Bahnhof Lohn-Lüterkofen nach Schnottwil bedient, sowie durch den Rufbus Bucheggberg ist Brügglen an das Netz des öffentlichen Verkehrs angeschlossen.

## Geschichte
Die erste urkundliche Erwähnung des Ortes erfolgte 1248 unter dem Namen Bruglon; 1323 ist die Schreibvariante Brügglon überliefert. Der Ortsname geht auf das mittelhochdeutsche Wort brügel zurück, ein Rundholz, das man früher für die Befestigung eines Weges brauchte.
Seit dem 13. Jahrhundert unterstand Brügglen der Herrschaft Buchegg, die Teil der Landgrafschaft Burgund war, 1391 von Solothurn erworben und zur Vogtei Bucheggberg umgewandelt wurde. Bis 1798 lag die hohe Gerichtsbarkeit beim bernischen Landgericht Zollikofen, während Solothurn mit dem Gerichtsort Aetingen die niedere Gerichtsbarkeit ausübte. Nach dem Zusammenbruch des Ancien Régime (1798) gehörte Brügglen während der Helvetik zum Distrikt Biberist und ab 1803 zum Bezirk Bucheggberg. Brügglen besitzt keine eigene Kirche, es gehört zur Kirchgemeinde Aetingen-Mühledorf.

## Sehenswürdigkeiten
Das Ofenhüsli wurde in der Zeit um 1800 errichtet und diente der Bevölkerung zum Brotbacken. Nach einer Restauration 1986 wird es heute gelegentlich wieder benutzt. Im Ortskern sind einige charakteristische Bauernhäuser aus dem 18. und 19. Jahrhundert erhalten.

## Wappen
Blasonierung
In Rot auf grünem Dreiberg drei gelbe Ähren, überhöht von verkürztem, geschweiftem gelbem Sparren